# Life for Rent
Life For Rent ist das zweite Studioalbum der britischen Sängerin Dido. Es wurde von ihrem Bruder Rollo Armstrong sowie dem US-amerikanischen Songwriter Rick Nowels produziert und am 29. September 2003 veröffentlicht. Für Dido bildete das Album den Grundstein für eine Reihe von Auszeichnungen, insbesondere als beste britische Solokünstlerin bei den BRIT Awards 2024 und ihre weitere Karriere.

## Titelliste
| Nr. | Titel                     | Autor(en)                            | Länge |
| --- | ------------------------- | ------------------------------------ | ----- |
| 1.  | White Flag                | Dido, Rollo Armstrong, Rick Nowels   | 4:00  |
| 2.  | Stoned                    | Dido, Rollo Armstrong, Lester Mendez | 5:55  |
| 3.  | Life for Rent             | Dido, Rollo Armstrong                | 3:41  |
| 4.  | Mary’s in India           | Dido, Rollo Armstrong                | 3:41  |
| 5.  | See You When You're 40    | Dido, Rollo Armstrong, Aubrey Nunn   | 5:20  |
| 6.  | Don't Leave Home          | Dido, Rollo Armstrong                | 3:46  |
| 7.  | Who Makes You Feel        | Dido, Rollo Armstrong, Master Pnut   | 4:20  |
| 8.  | Sand in My Shoes          | Dido, Nowels                         | 4:59  |
| 9.  | Do You Have a Little Time | Dido, Mark Bates, Nowels             | 3:55  |
| 10. | This Land Is Mine         | Dido, Rollo Armstrong, Nowels        | 3:46  |
| 11. | See the Sun               | Dido                                 | 5:05  |
| 12. | Closer (Hidden Track)     | Dido, Rollo Armstrong, Nowels        | 3:29  |

## Rezensionen
Das Album erhielt überwiegend positive Bewertung. Metacritic vergab einen Wert von 69/100 Punkten, basierend auf 12 Kritiken. Von diesen fielen fünf gemischt und sieben positiv aus. Alexis Petridis vom Guardian meinte, dass das Album teilweise durch stark geschriebene Lieder wie White Flag, Life For Rent oder See the Sun überzeugen könne, jedoch die deutlich schwächeren Lieder Mary’s in India, See You When You’re 40 oder Sand in My Shoes den Gesamteindruck trüben würden. Für Entertainment Weekly bewertete Jim Farber das Album. Er nannte es musikalisch schwach, da fast alle Klischees des Trip-Hop genutzt würden und Didos Stimme teilweise taub und träge sei. Textlich sei es jedoch scharf und auch die Liebeslieder würden bodenständig bleiben. Derryck Strachan kennzeichnete das Album für die BBC als eine Fortführung ihres Debütalbums No Angel. Es würde wieder hervorragenden Folk-Pop enthalten, jedoch auch eine fehlende musikalische Entwicklung Didos aufzeigen. Er nannte die Produktion „perfekt“ und lobte die Vermischung müheloser Melodien mit nahtlosen Backing-Tracks. Er wünschte sich jedoch neben dem „kantigeren“ Who Makes You Feel und dem funkygen Sand in My Shoes etwas mehr Mut.

## Kommerzieller Erfolg

### Chartplatzierungen
| ChartsChartplatzierungen       | Höchstplatzierung | Wochen |
| ------------------------------ | ----------------- | ------ |
| Deutschland (GfK)              | 1 (54 Wo.)        | 54     |
| Österreich (Ö3)                | 2 (46 Wo.)        | 46     |
| Schweiz (IFPI)                 | 1 (54 Wo.)        | 54     |
| Vereinigte Staaten (Billboard) | 4 (47 Wo.)        | 47     |
| Vereinigtes Königreich (OCC)   | 1 (63 Wo.)        | 63     |

| ChartsJahrescharts (2003)      | Platzierung |
| ------------------------------ | ----------- |
| Deutschland (GfK)              | 12          |
| Österreich (Ö3)                | 11          |
| Schweiz (IFPI)                 | 2           |
| Vereinigte Staaten (Billboard) | 92          |
| Vereinigtes Königreich (OCC)   | 1           |

| ChartsJahrescharts (2004)      | Platzierung |
| ------------------------------ | ----------- |
| Deutschland (GfK)              | 8           |
| Österreich (Ö3)                | 23          |
| Schweiz (IFPI)                 | 9           |
| Vereinigte Staaten (Billboard) | 48          |
| Vereinigtes Königreich (OCC)   | 30          |

### Auszeichnungen für Musikverkäufe
| Land/Region                  | Auszeichnungen für Musikverkäufe (Land/Region, Auszeichnung, Verkäufe) | Verkäufe    |
| ---------------------------- | ---------------------------------------------------------------------- | ----------- |
| Argentinien (CAPIF)          | Platin                                                                 | 40.000      |
| Australien (ARIA)            | 6× Platin                                                              | 420.000     |
| Belgien (BRMA)               | 3× Platin                                                              | (150.000)   |
| Brasilien (PMB)              | Gold                                                                   | 50.000      |
| Dänemark (IFPI)              | Platin                                                                 | (40.000)    |
| Deutschland (BVMI)           | 3× Platin                                                              | (600.000)   |
| Europa (IFPI)                | 5× Platin                                                              | 5.000.000   |
| Finnland (IFPI)              | Gold                                                                   | (17.485)    |
| Frankreich (SNEP)            | 2× Platin                                                              | (600.000)   |
| Griechenland (IFPI)          | Gold                                                                   | 10.000      |
| Kanada (MC)                  | 3× Platin                                                              | 300.000     |
| Mexiko (AMPROFON)            | Gold                                                                   | 50.000      |
| Neuseeland (RMNZ)            | 5× Platin                                                              | 75.000      |
| Niederlande (NVPI)           | Platin                                                                 | (80.000)    |
| Norwegen (IFPI)              | 2× Platin                                                              | (80.000)    |
| Österreich (IFPI)            | Platin                                                                 | (30.000)    |
| Polen (ZPAV)                 | Gold                                                                   | (35.000)    |
| Portugal (AFP)               | Gold                                                                   | (20.000)    |
| Russland (NFPF)              | Platin                                                                 | (20.000)    |
| Schweden (IFPI)              | Platin                                                                 | (60.000)    |
| Spanien (Promusicae)         | Gold                                                                   | (50.000)    |
| Schweiz (IFPI)               | 3× Platin                                                              | (120.000)   |
| Tschechien (IFPI)            | —                                                                      | (20.000)    |
| Ungarn (MAHASZ)              | Gold                                                                   | (15.000)    |
| Vereinigte Staaten (RIAA)    | 2× Platin                                                              | 2.000.000   |
| Vereinigtes Königreich (BPI) | 9× Platin                                                              | (2.900.000) |
| Insgesamt                    | 8× Gold · 49× Platin ·                                                 | 7.940.000   |

Hauptartikel: Dido (Sängerin)/Auszeichnungen für Musikverkäufe